# Pygocentrus
Pygocentrus é um gênero de piranhas da família Characidae.

## Espécies
- Pygocentrus cariba
- Pygocentrus nattereri
- Pygocentrus palometa
- Pygocentrus piraya